# Casa

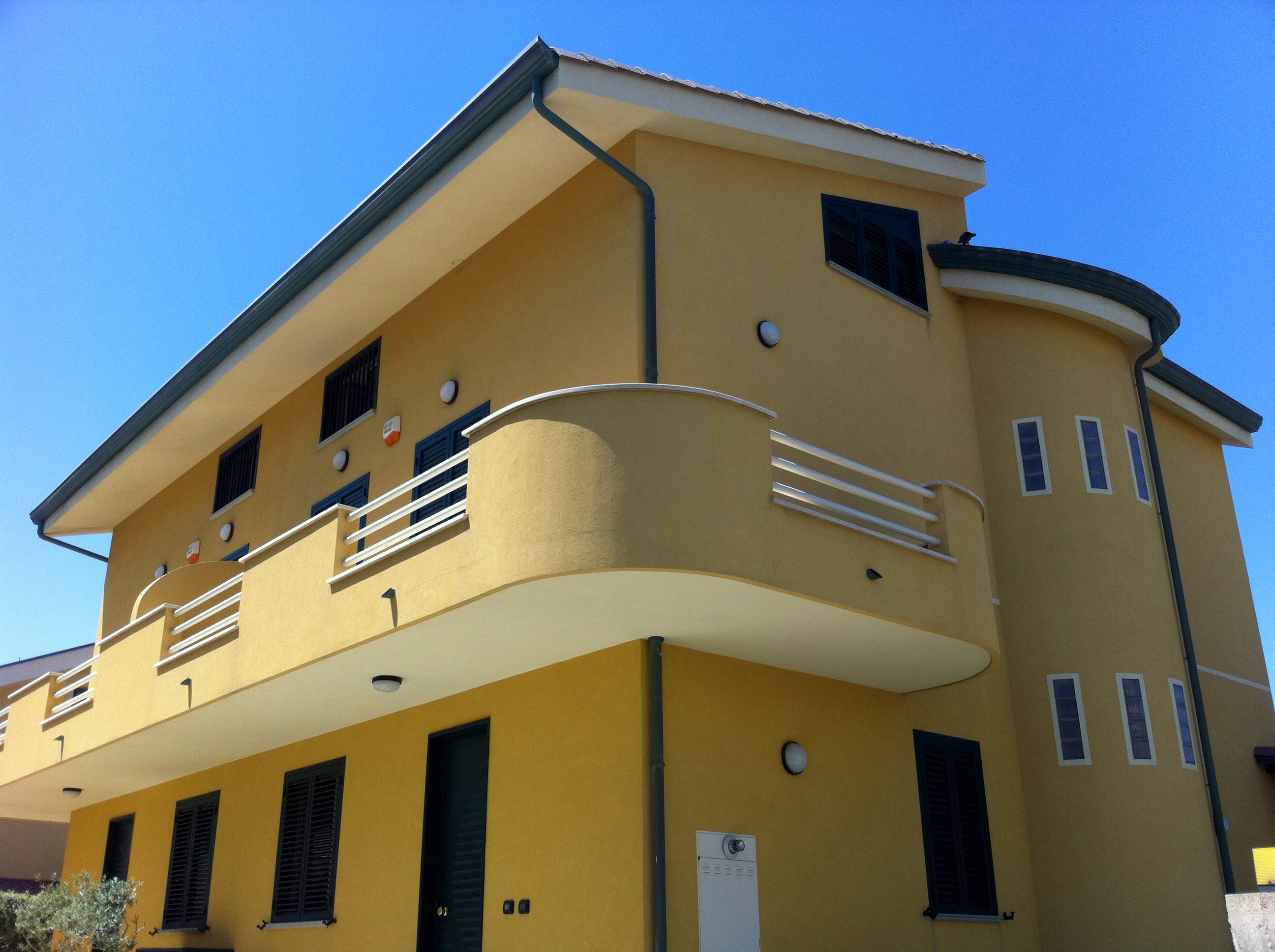
Una tipica casa mediterranea.

La casa, dal latino "casa", capanna, è un edificio (o parte di esso) utilizzato stabilmente da una o più persone come luogo di residenza.
La casa ha una lunga storia, che inizia nei primi tempi storici, quando gli esseri umani abbandonarono i ricoveri temporanei e, grazie alle acquisite conoscenze di costruzione, iniziarono a realizzare luoghi permanenti in cui abitare. 
Il concetto può anche corrispondere a quello di unità abitativa, coniato dal Movimento Moderno in architettura, che è stato nella storia il primo elemento funzionale. L'insieme delle persone che abitano una singola unità abitativa si definisce nucleo familiare ed è un concetto rilevante nel campo statistico.

## Storia

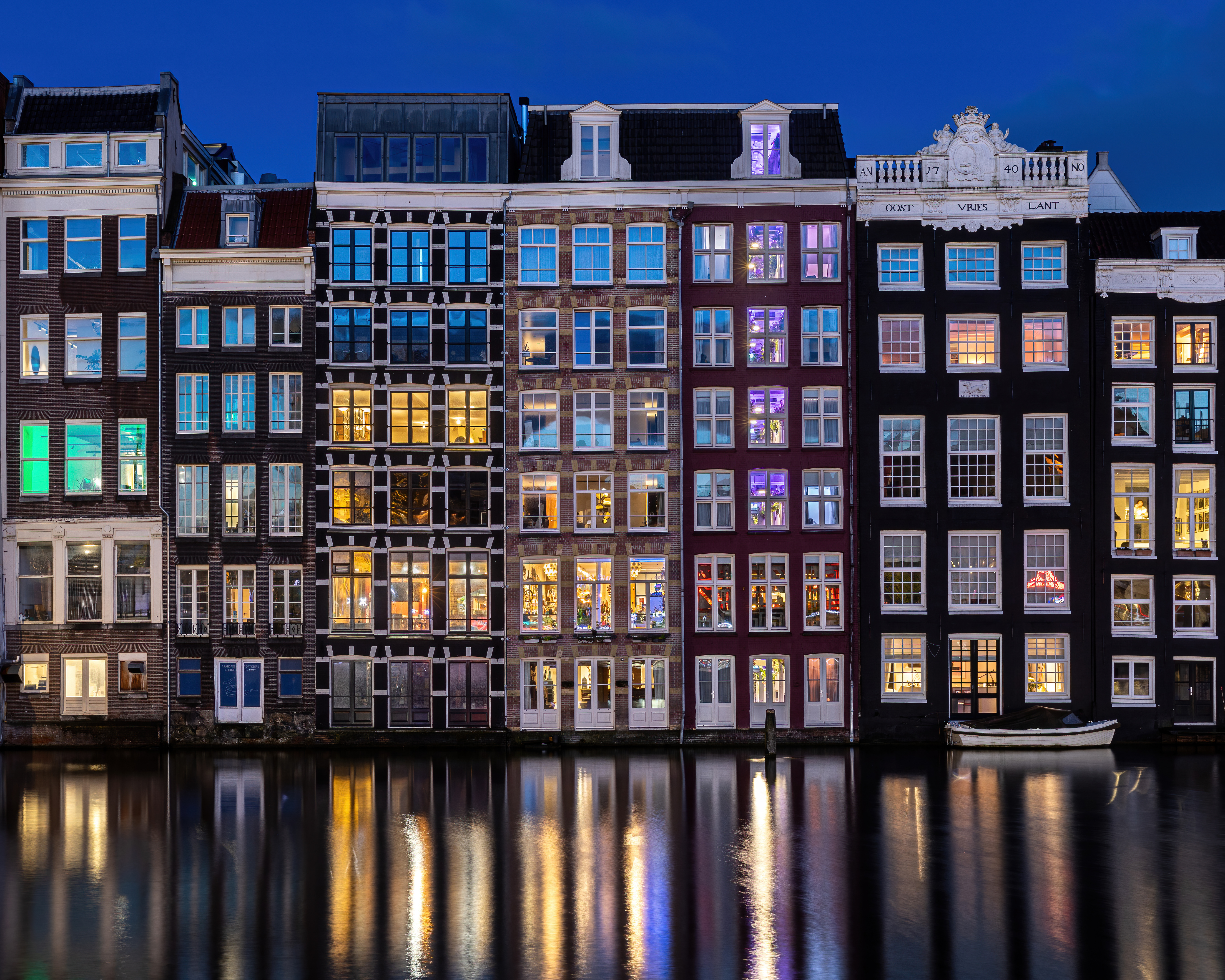
Alcune case su un canale ad Amsterdam

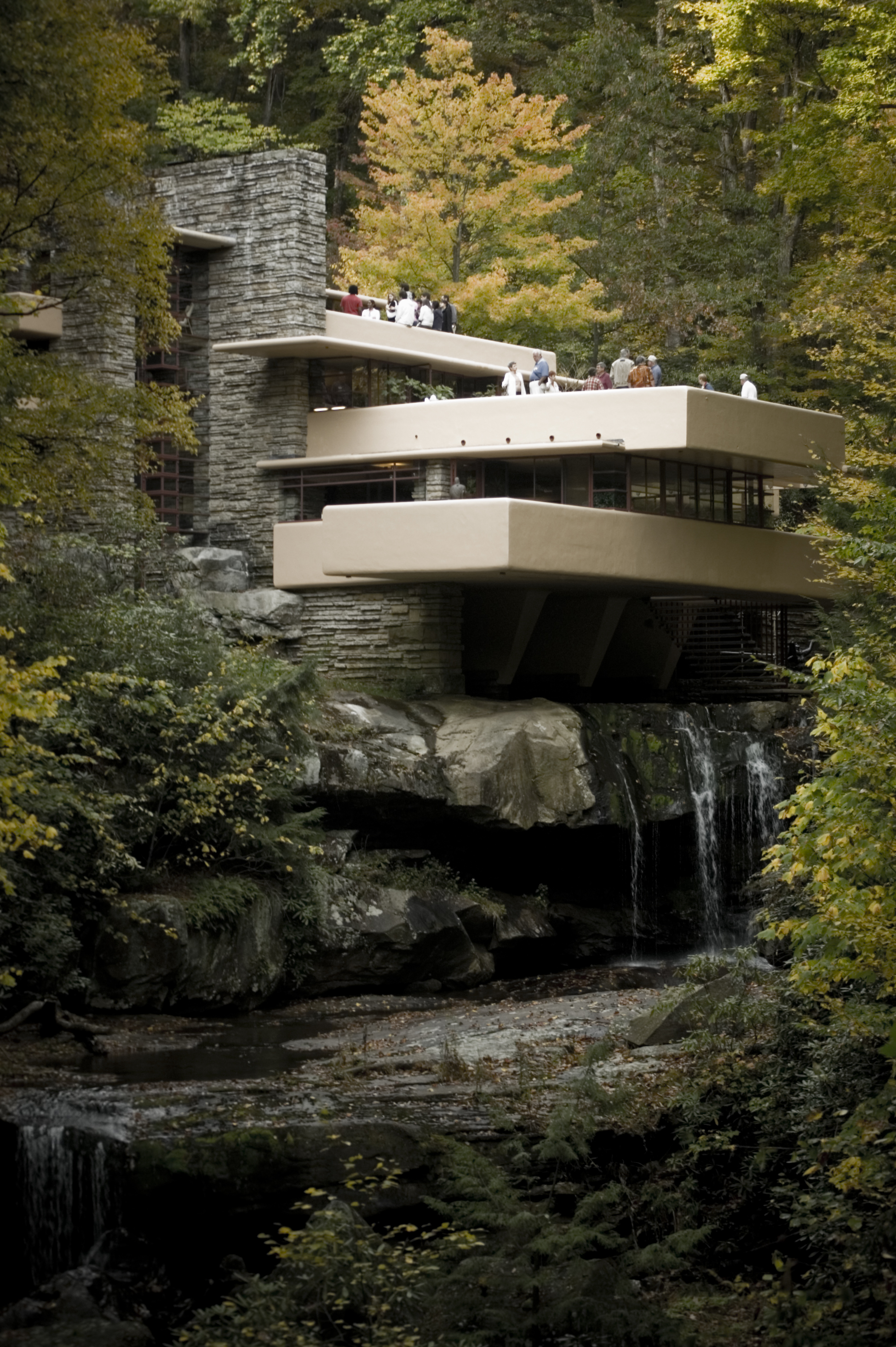
Casa sulla cascata, opera di Frank Lloyd Wright, 1939

Nel IV secolo a.C. iniziano a diffondersi tipi di case che rispecchiano la formazione della famiglia come nucleo autonomo. Di solito sono addossate una all'altra a formare quasi degli isolati. Prende così piede un modello abitativo esteso: dalla Mesopotamia all'Egitto, da Creta all'antica Grecia.
Adeguandosi all'ambiente sociale e climatico, l'abitazione mesopotamica si sviluppa intorno ad un cortile interno scoperto, dal quale si accede ai vari ambienti. Le zone sono ben distinte: al piano terreno si svolge la vita degli uomini, al piano superiore risiedono le donne e i servi.
L'antico Egitto invece trovò soluzioni collettive in case comuni a terrazze, costruite con mattoni grezzi e paglia, costituenti talora veri e propri quartieri.
Per quanto riguarda la casa romana, derivata dalla casa greca e da quella etrusca, era distribuita intorno ad uno o due cortili (atrium e peristilium) e si divideva in una parte adibita alla vita privata. 
Ad esigenze di difesa e di vita comunitaria rispondevano anche i monasteri comparsi nell'alto Medioevo, fondati sulla compresenza delle abitazioni (le celle dei monaci organizzate intorno al chiostro), della vita sociale e della preghiera (refettorio e chiesa) e dell'attività lavorativa, soprattutto agricola. Intorno ad essi ben presto si formarono piccole comunità di abitanti.

Nel Rinascimento, seguendo le tendenze culturali dell'epoca, la casa si configurò su modello di quella romana, con cortili di forma rettangolare o quadrata; la residenza comune si mantenne di tipo unifamiliare e mista a funzioni commerciali.

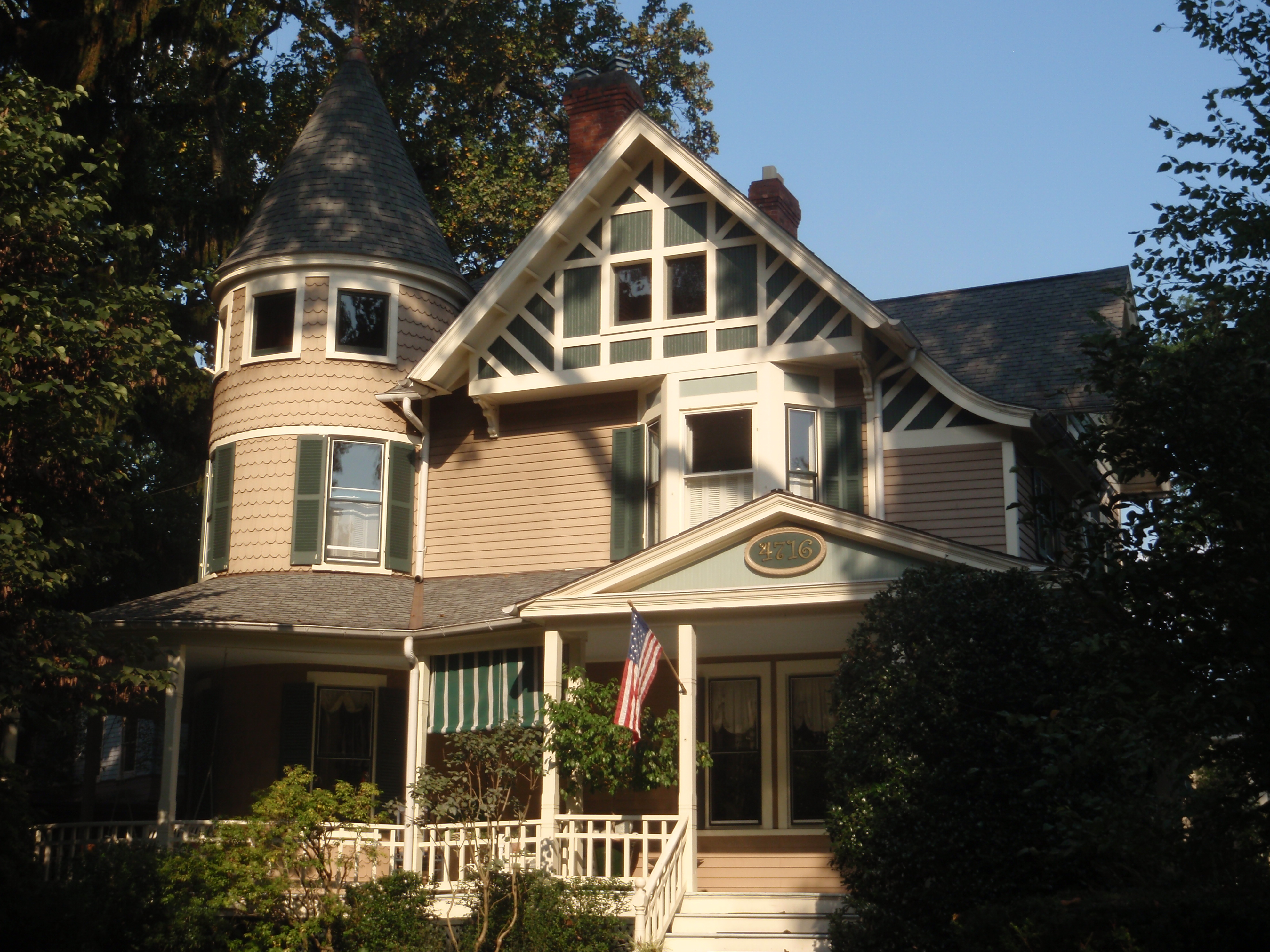
Tipica casa statunitense a Garrett Park

Immutata restò la situazione nell'età barocca finché, a partire dalla fine del XVIII secolo, cominciarono a sorgere case plurifamiliari su più piani, in risposta alle richieste di una popolazione urbana in continuo aumento. Con la rivoluzione industriale, poi, si pose frontalmente il problema dell'abitabilità per le grandi masse affluite nella città.

### Città, urbanizzazione ed edilizia popolare
La prima città dove, nel corso dell'Ottocento, si afferma un tipo di abitazione proletaria è Londra, con i cosiddetti slums: tristemente famosi per le scarse condizioni igieniche essi altro non erano che modesti monolocali su un unico piano che servivano in pratica da dormitori. L'orrore per lo squallore, la malattia e l'immoralità che ne derivavono spinse alcuni filantropi a fornire alloggi in case popolari e alcuni proprietari di fabbriche costruirono interi villaggi per i loro lavoratori.  Nel 1885, lo Stato Britannico promulgò l'Housing of the Working Classes Act del 1885, che autorizzava gli enti locali a chiudere le proprietà malsane e li incoraggiava a migliorare gli alloggi nelle loro aree.
Il problema abitativo nella società di massa fu affrontato nei primi decenni del Novecento dagli architetti del Modernismo. Grazie al calcestruzzo armato è possibile costruire abitazioni che variano in rapporto alla necessità. Da qui anche l'interesse per la prefabbricazione, che consente la variabilità degli spazi ma anche l'allestimento veloce. Essa risolve anche, in parte, la richiesta di case a prezzo economico ma spesso si trova a fare i conti con un'innegabile incompatibilità ambientale con ecosistemi, paesaggi.

#### Edilizia residenziale pubblica
Nel 1890 fu avviato a Londra il primo progetto abitativo su larga scala al mondo, la Boundary Estate, completato dal London County Council nel 1900.
A questi eventi si fa risalire l'origine dell'edilizia residenziale pubblica. I progetti di edilizia popolare furono sperimentati in alcuni paesi europei e negli Stati Uniti negli anni '30, ma si diffusero a livello globale solo dopo la seconda guerra mondiale.
Alcuni paesi hanno politiche residenziali pubbliche e sociali molto avanzate: in Danimarca oltre un milione di abitanti vive in alloggi pubblici o a prezzo calmierato (con almeno il 40% di ogni nuovo quartiere destinato ad housing sociale), mentre a New York City vi è il NYCHA, che ospita oltre mezzo milione di persone principalmente nei quartieri centrali di Manhattan e Brooklyn con il solo requisito del reddito annuale inferiore a 90.000$. 

## Tipi di casa

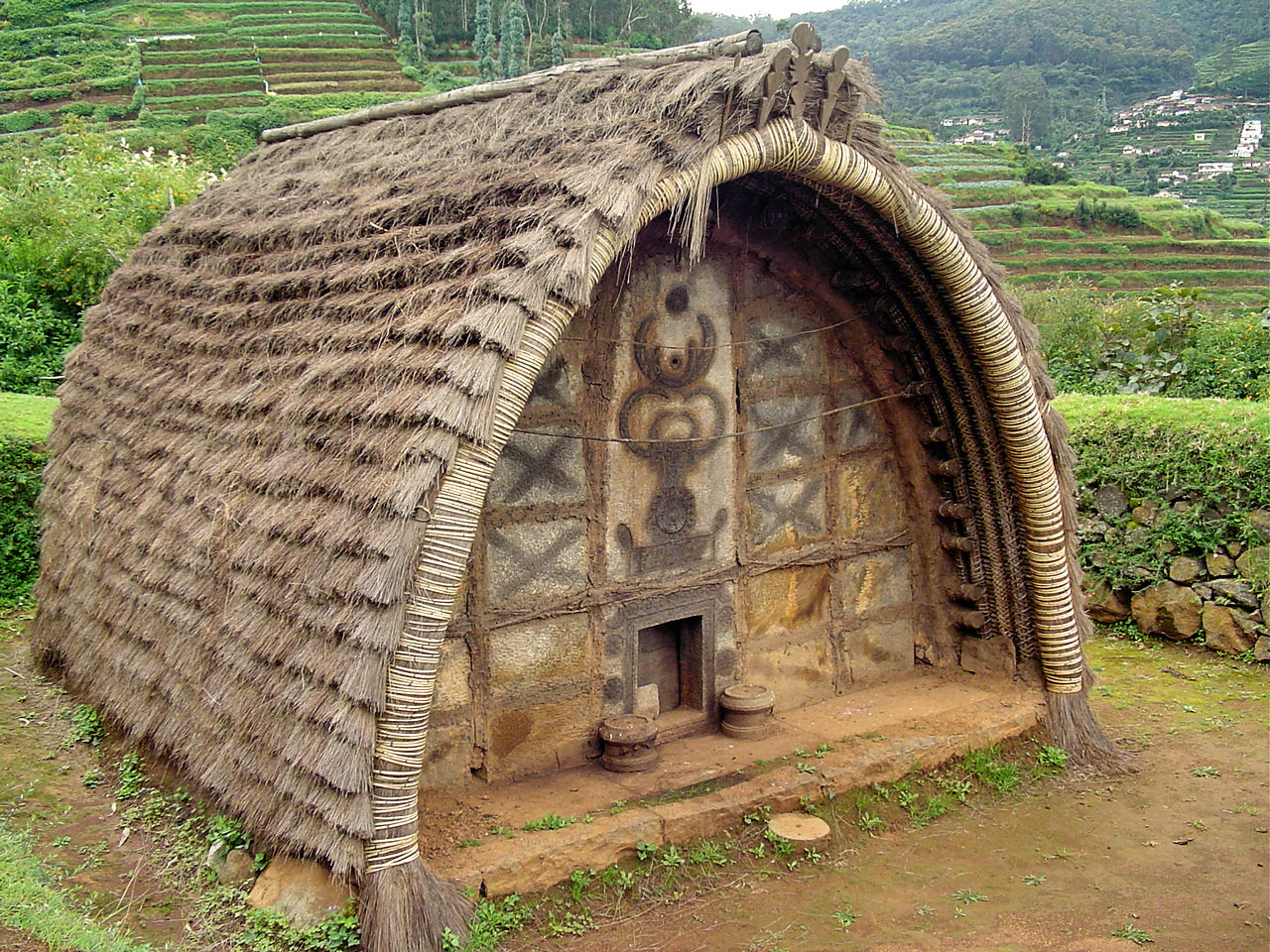
Esempio di capanna

La grotta è la prima forma di casa riparata, scavata nella roccia in seguito a fenomeni di erosione, soprattutto marina, fluviale o glaciale e di altre specie.
La tenda, invece, accompagna fin dal suo apparire il nomadismo dell'uomo ed esiste tuttora in forme assai varie.
La capanna, che compare nel Neolitico, implica già un progetto di architettura primitiva; il tipo più elementare è un riparo costruito con rami piegati ad arco e fissati al terreno per le due estremità e quindi ricoperti di frasche: è il tipo detto ad alveare. Il tipo cupoliforme, invece, è più complesso ed è usato tutt'oggi da molti popoli. I materiali variano secondo il clima e la cultura del popolo: dal feltro dei Mongoli alla pelle di bisonte dei Sioux al ghiaccio per gli iglù degli Inuit.
Un tipo particolare di abitazione, anch'esso risalente al Neolitico, è costituito dalle palafitte o case sugli alberi, ovvero da case di legno innalzate su piattaforme infisse nell'acqua su alti pali, allo scopo di difesa in ambienti acquitrinosi e paludosi.
L'uso del legno per le abitazioni è, comunque, tipico delle aree boschive settentrionali ed estremo orientali, mentre l'uso del mattone contraddistingue le aree meridionali e orientali.
La costruzione con muri di argilla, ciottoli e pietre a blocchi cominciò alla fine del Neolitico, nelle grandi civiltà d'oriente. Qui iniziarono ad essere costruite case la cui struttura rimarrà immutata nel corso dei secoli. Sono prevalentemente abitazioni ad uno o più piani, con il tetto a forma di terrazza che serve a raccogliere l'acqua piovana.
Attualmente in Giappone le case sono strutturate per i frequenti terremoti, per questo sono leggerissime e mobili. La semplicità dell'arredamento, inoltre, esprime il distacco tra il nucleo familiare ed il mondo esterno, garantendo alla casa un significato di luogo ideale e di riposo.

## Tipologia edilizia

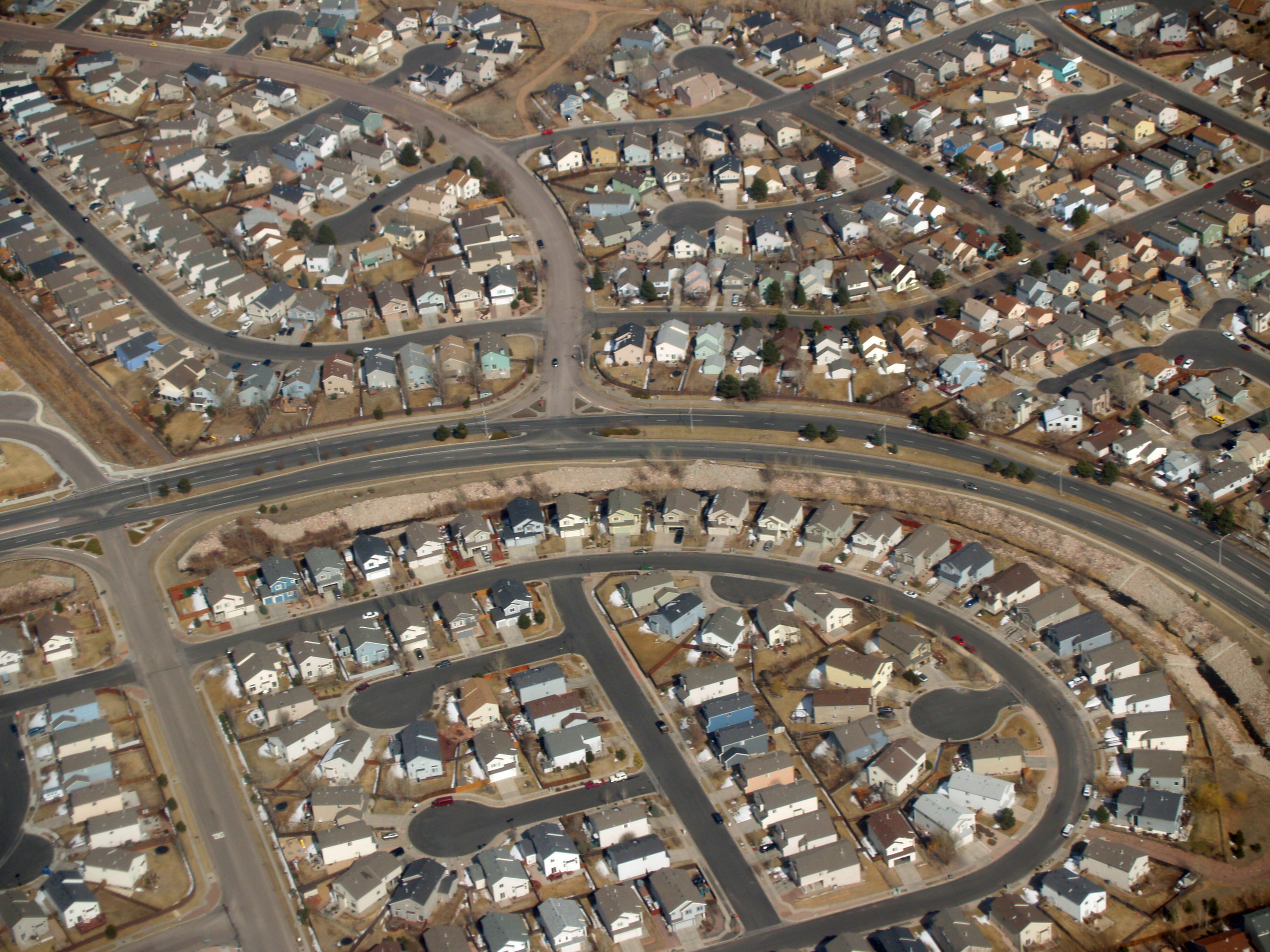
Quartiere di case isolate a Colorado Springs

- Casa unifamiliare  destinata ad ospitare un solo nucleo familiare ed è isolata e circondata da un grande spazio verde privato. Questo tipo abitativo richiede un considerevole sviluppo di strade e condutture per i servizi ed è caratteristico delle aree a densità abitativa molto bassa. Un esempio è il maso.
- Casa a schiera  se costituite dall'aggregazione di alloggi unifamiliari, ciascuno dei quali ha due lati in comune con gli alloggi contigui e dispone di due fronti liberi, l'ingresso e il giardinetto privato e generalmente si dipana su due piani.
- Un altro tipo di aggregazione a bassa intensità è la casa a corte.
- Altro tipo, sempre più in disuso è la casa a ballatoio.
- La palazzina plurifamiliare  è un condominio consistente in un fabbricato solitamente libero da ogni lato, costruito su aree piuttosto ristrette, con 2-6 appartamenti per piano e con un numero variabile di piani solitamente 3-6. Caratteristico di questo tipo abitativo sono i cortili interni o le chiostrine sulle quali si affacciano i vani di servizio. Questa soluzione abitativa si è diffusa nelle prime fasce periferiche delle grandi città nel secondo dopoguerra, non sempre con effetti positivi. Difatti questa soluzione abitativa spesso dà luogo a edifici isolati ma vicinissimi gli uni dagli altri, senza i servizi pubblici e le aree verdi.
- La casa in linea è un impianto strutturale che è determinato dall'aggregazione di almeno due palazzine unifamiliari. Il numero di piani (da tre fino a sei), dei corpi scala e degli alloggi per piano (da due fino a quattro e più) è variabile. Il corpo di fabbrica ha generalmente dimensioni costanti lungo l'asse trasversale e può crescere indefinitamente lungo l'asse longitudinale. Questo tipo di soluzione abitativa è detta "a stecca" quando l'asse longitudinale è rettilineo, "a crescente" quando tale asso è curvo, "ad angolo" quando segue assi di aggregazione ortogonali. Nel migliore dei casi tali costruzioni sono ubicate nel verde e dotate di scuole, servizi commerciali e per il tempo libero.

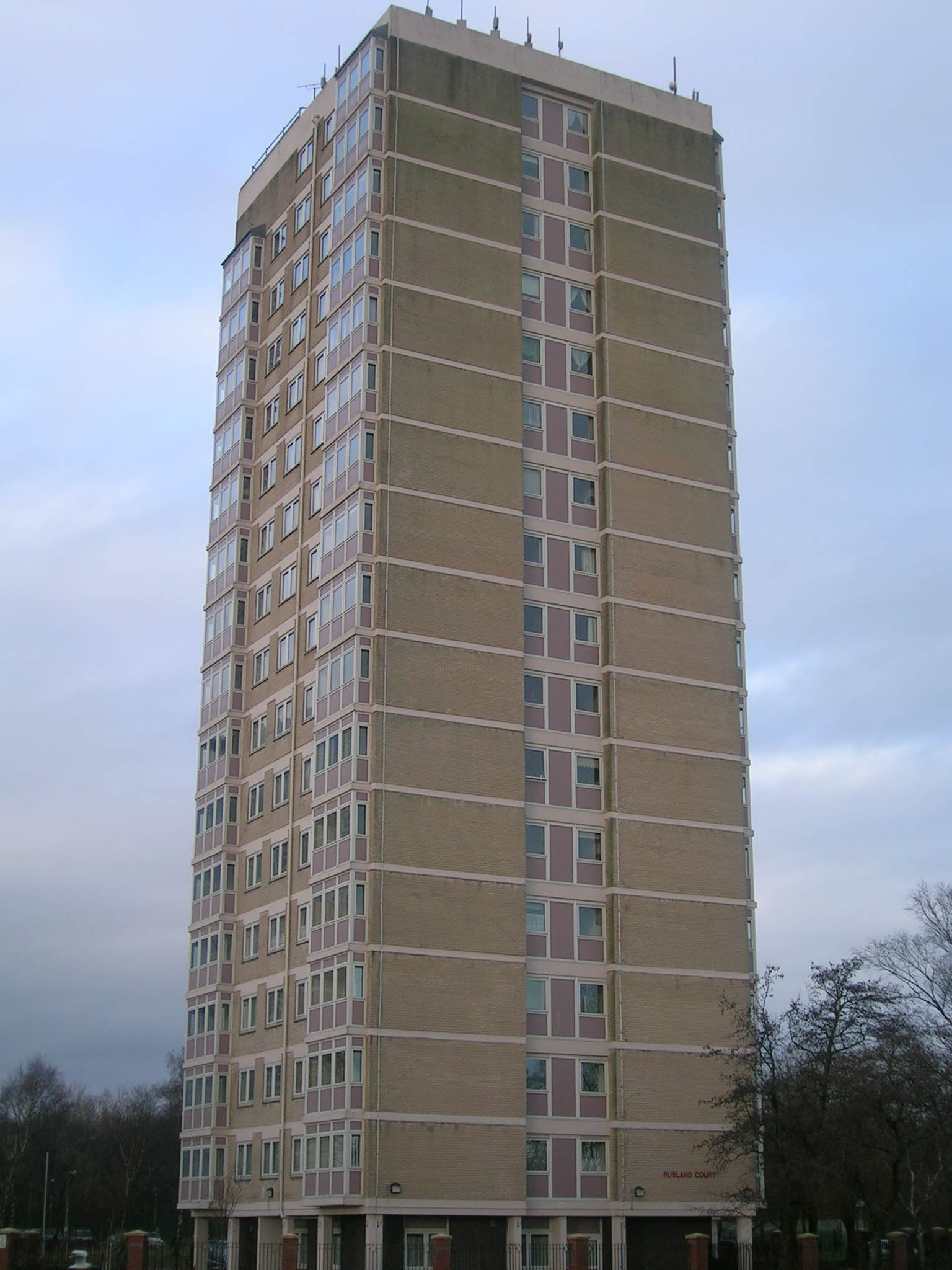
Casa a torre a Manchester

- La casa a torre  è un particolare tipo di condominio isolato a sviluppo verticale le cui origini nascono dalla necessità di diradare nel verde gli edifici pur mantenendo alta la densità abitativa. Questa soluzione abitativa fu promossa soprattutto dagli architetti razionalisti nella prima metà del '900 perché offriva maggior superficie libera di suolo per uso pubblico e gli alloggi erano dotati di migliori condizioni di illuminazione e aerazione. La casa a torre può superare i 30 metri e presenta un numero variabile di appartamenti per piano.

## Spazi interni e aggregazione

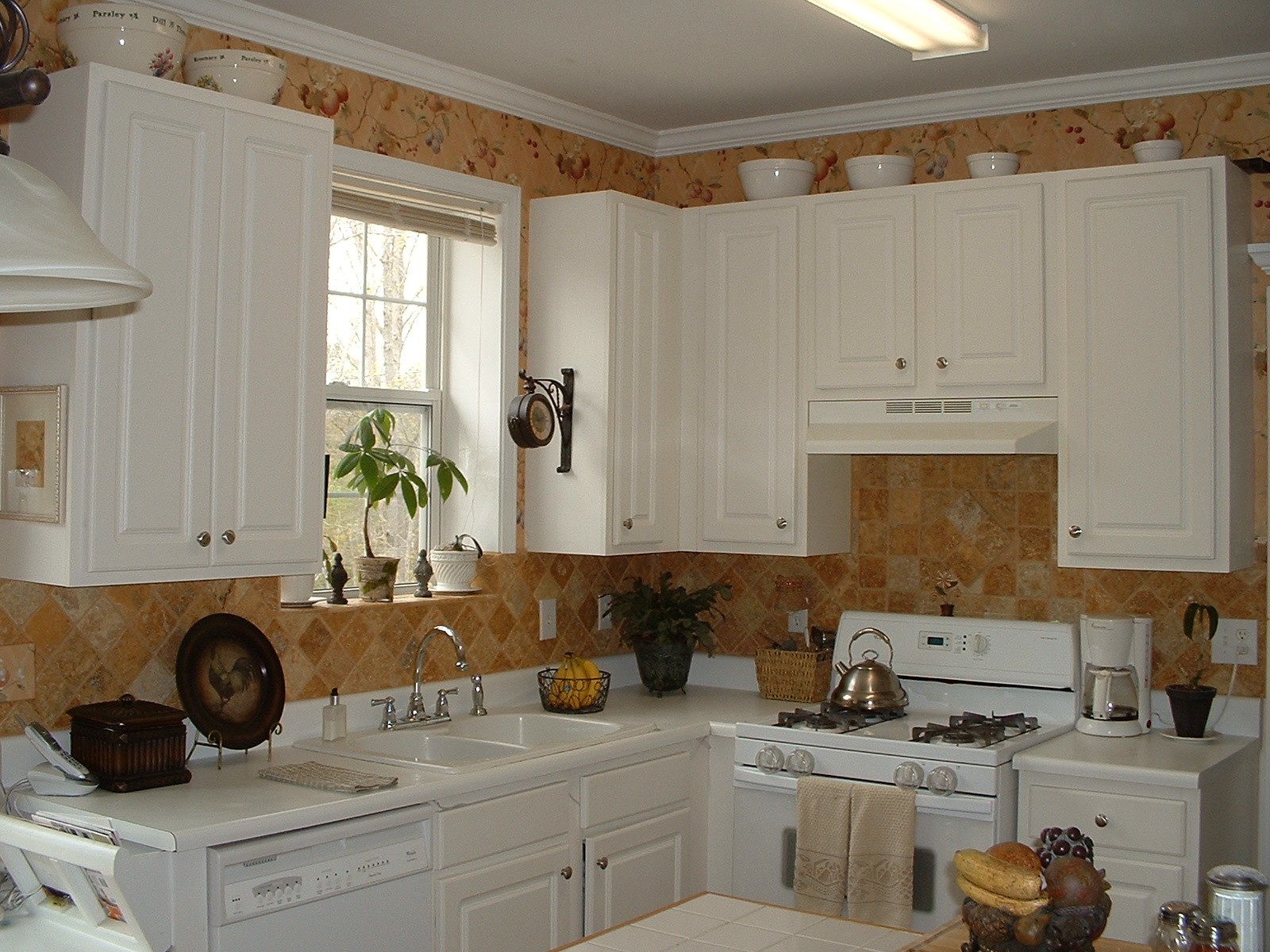
Esempio di cucina

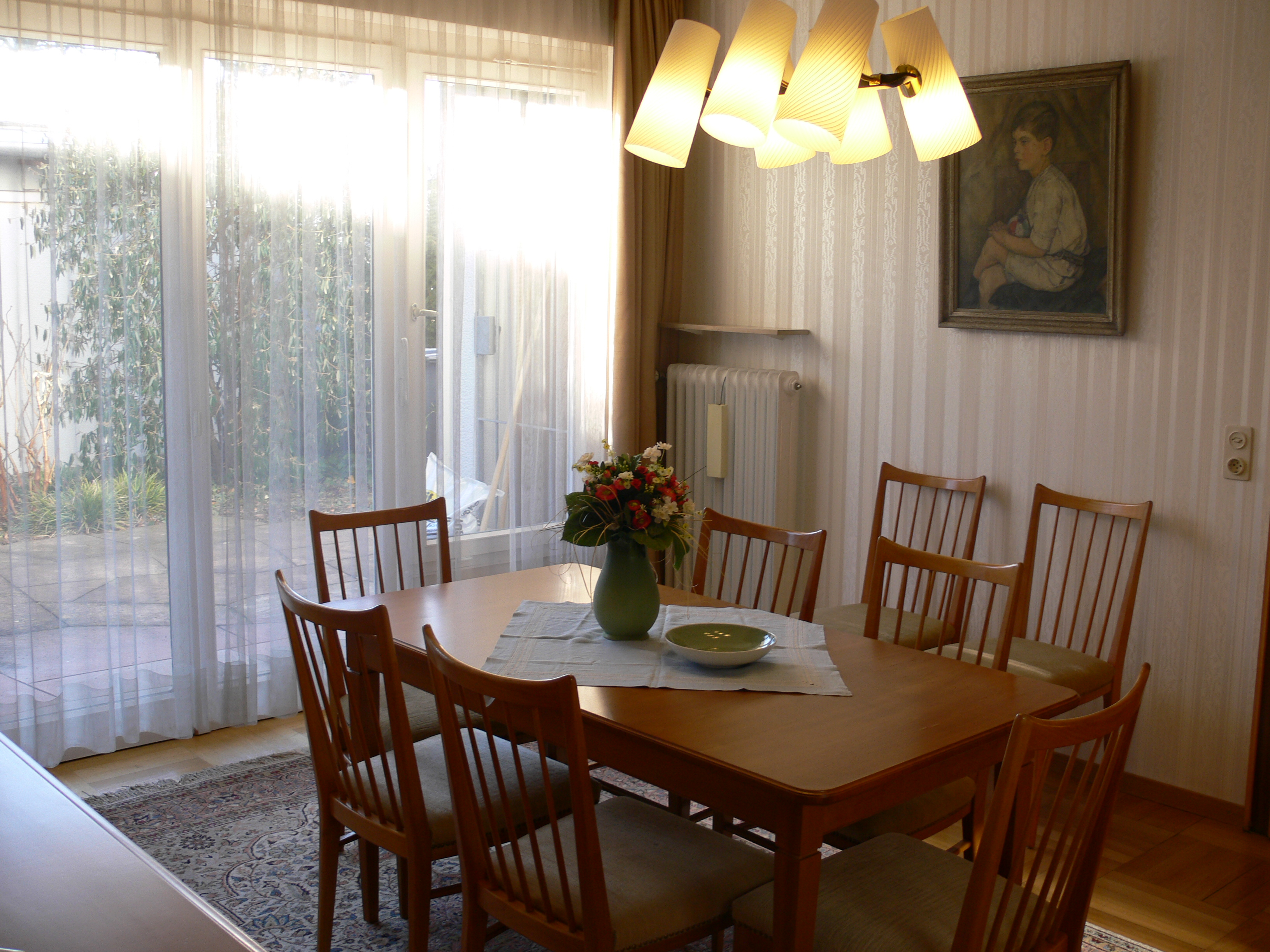
Esempio di sala da pranzo

Le moderne case sono dotate di più spazi interni adibiti a specifiche funzioni. Tra i principali:
- l'ingresso è la stanza in cui si apre la porta di entrata;
- il salotto o soggiorno è la stanza accogliente e di dimensioni relativamente ampie in cui si sta abitualmente nel tempo libero;
- la cucina è la stanza adibita alla preparazione a alla cottura dei cibi. È detta cucina abitabile qualora sia abbastanza grande da poter consumarvi i pasti (altrimenti vi è la sala da pranzo). In Italia la cucina molto spesso è utilizzata alla stregua del salotto diventando la stanza principale in cui si soggiorna;
- la sala da pranzo stanza destinata al consumo dei cibi;
- lo studio stanza dedicata alle attività intellettuali o all'installazione di un computer;
- il disimpegno o corridoio di servizio è il locale della casa che consente l'accesso ad altri locali della casa;
- il bagno è la stanza destinata all'igiene personale ed è dotata dei necessari apparecchi igienici. Spesso per questioni di economicità e spazio il bagno ricopre anche il ruolo della super lavanderia, dotandosi degli apparecchi necessari al lavaggio dei capi di vestiario;
- la lavanderia è la stanza adibita al lavaggio e trattamento dei capi di vestiario;
- la camera da letto è la stanza destinata al riposo e al recupero notturno e può essere "matrimoniale" se adibiti a letto matrimoniale, "doppia" se adibiti a due letti singoli o "singola" se adibita a un solo letto singolo. Si chiama "camera degli ospiti" se adibiti esclusivamente al pernottamento degli ospiti;
- il balcone, la terrazza o la loggia negli appartamenti sono tesi a sopperire all'assenza di un giardino.

### Servizi e sistemi
L'interno della casa può usufruire dei servizi di erogazione d'acqua, luce e gas ed altri servizi attraverso rispettivamente:
- impianto idraulico;
- impianto elettrico (illuminazione e utilizzo di apparecchiature elettriche quali gli elettrodomestici);
- impianto a gas (caldaia + tubature per ottenere riscaldamento, acqua calda, energia termica per cucina);
- impianto di ricezione televisiva (antenna + cavo coassiale);
- impianto di telefonia fissa.

## Significati affettivi, psichici, e sociali
La casa non è solo il luogo fisico costruito e abitato dagli uomini. Nel significato affettivo di «focolare», essa è anche una rappresentazione simbolica spesso utilizzata in psicologia. Ad un livello psicologico profondo, infatti, la casa va a costituirsi come le fondamenta stesse della vita psichica di un individuo, per cui "essere a casa" equivale a "essere integri a livello psicologico".
Questo utilizzo metaforico della "casa" è stato impiegato da Renos K. Papadopoulos per l'analisi e il trattamento dei rifugiati, i quali si trovano a essere tutti indistintamente accomunati, più che da un trauma, dall'abbandono doloroso della propria casa e dal tentativo di recuperarla. Secondo le parole di Papadopoulos, «la casa non è soltanto un luogo, ma anche il fascio di sentimenti associato a esso». Ed essendo, inoltre, il posto dove gli opposti vengono fatti coesistere e dove sono mantenuti in equilibrio, ovvero contenuti, la "casa" va a definirsi come la matrice stessa della soggettività.
L'azione simbolica realizzata dalla "casa" sulla vita psichica degli individui si riflette anche su quella sociale, andando a rappresentare un costrutto chiave che riunisce, e in parte sovrappone, tre campi: oltre che quello intrapsichico, anche quello interpersonale e quello sociopolitico. Di conseguenza, quando si perde la "casa" si perdono o si frammentano anche le sue funzioni organizzatrici e contenitrici e ciò può portare alla frantumazione dei tre livelli: individuale-personale, familiare-coniugale e socio-economico/culturale-politico. È questa destrutturazione che nei rifugiati porta, secondo l'analisi di Papadopoulos, al disorientamento nostalgico.
Questo significato allegorico della casa ha portato a vedervi una sorta di «nido» in ambito letterario, ad opera di alcuni poeti fra cui spicca Giovanni Pascoli.
Un'altra funzione importante della casa è quella di fornire una base coerente alla storia delle famiglie, quale luogo dei ricordi. Una storia che non ha valore obiettivo ma che ordina e rende coerente tutti i momenti che gli individui hanno vissuto, da quelli peggiori a quelli migliori. In questo modo essi sono resi intelligibili, comprensibili e danno, agli attori di quegli stessi eventi, un senso di continuità e di prevedibilità. 

## Aspetti economici e sociali

### Urbanizzazione
Dal 2007 la maggioranza degli esseri umani vive in città; la casa di città è dunque la tipologia prevalente. Il processo di crescita e organizzazione di una città è detto urbanizzazione. La maggior parte dell'area di una città è occupata dai nuclei abitativi o tessuto urbano (case, vie, strade). L'urbanistica e le relative norme territoriali definiscono molti aspetti qualitativi delle case costruite oggi.
Le città tendono ad espandersi molto rapidamente, con conseguenti problemi di inquinamento, affollamento, traffico e infine condizioni di vita stressanti. Quando manca uno sviluppo regolamentato e ordinato, accade spesso che attorno alle grandi città si sviluppi una baraccopoli (anche dette slum, bidonville, favela), un insediamento urbano densamente popolato, caratterizzato da edifici fatiscenti e condizioni di vita al di sotto degli standard di benessere. Le case vengono costruite per lo più con materiali di recupero e in zone carenti di servizi (acqua potabile, rete fognaria, energia elettrica, trasporti) e di condizioni igienico-sanitarie soddisfacenti.

### Edilizia popolare
Il problema di alloggiare stabilmente un influsso di molte persone che non dispongono di una casa può dare origine a soluzioni autogestite come le baraccopoli o a progetti centralizzati disposti dal governo o da privati interessati a prendersi cura dei meno abbienti o dei propri lavoratori.
I progetti di edilizia popolare furono sperimentati in alcuni paesi europei e negli Stati Uniti negli anni '30, ma si diffusero a livello globale solo dopo la seconda guerra mondiale. I programmi nazionali di edilizia sovvenzionata hanno portato alla costruzione di milioni di case nel mondo, con metodologie e sistemi di finanziamento molto diversi tra di loro, tra cui l'assegnazione gratuita ma vincolata, la concessione in affitto, l'affitto con riscatto, la sovvenzione alla costruzione.
In alcuni paesi o zone geografiche la percentuale di case 'popolari' arriva al 50%.  In Europa, nel 2012 la media era attorno al 25%, e in Italia inferiore al 5%.

### Indici dei prezzi delle case

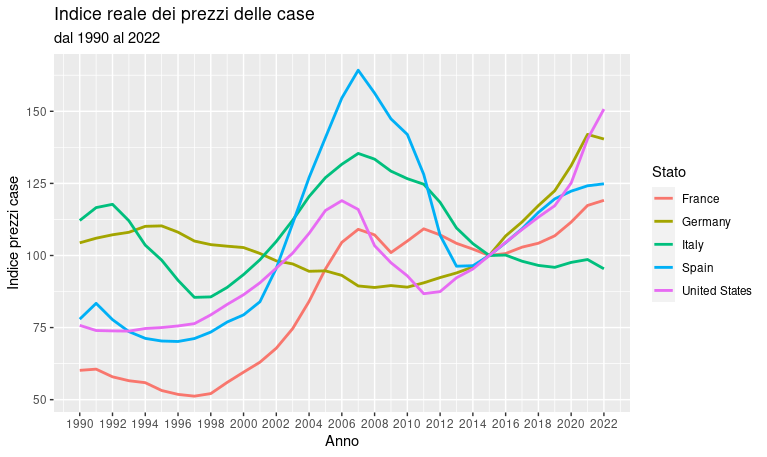

Un indice dei prezzi delle case (HPI) misura le variazioni di prezzo delle abitazioni residenziali come variazione percentuale da una data di inizio specifica (che ha un HPI di 100). Tali indici possono essere reali o nominali a seconda rispettivamente che tengano conto dell'inflazione oppure no.
Ad esempio se l'indice dei prezzi nominale delle case parte da 100 nel 2010 e raggiunge 120 nel 2020, ciò indica un aumento del 20% dei prezzi delle abitazioni a meno dell'inflazione. L'OCSE fornisce dati sull'indice dei prezzi delle case per i suoi paesi membri. In particolare fornisce indici dei prezzi reali e nominali, rapporti prezzo/affitto e prezzo/reddito e indice degli affitti.

## Aspetti legali
In tutte le culture l'uomo è legato a delle abitazioni, siano esse piccole o grandi, fisse o mobili, più o meno durature o fragili. La possibilità di ritirarsi in un luogo privato e riparato, in cui potersi riposare, rifocillare e accudire la propria famiglia è ormai considerato un diritto. Il diritto all'abitazione viene sancito dalla Dichiarazione universale dei diritti umani ed è presente in molte costituzioni nazionali.
L'art. 47 della Costituzione della Repubblica Italiana stabilisce che la Repubblica "Favorisce l'accesso del risparmio popolare alla proprietà dell'abitazione". Tale affermazione, riferita al contesto storico del dopoguerra, sembra indicare che i piccoli risparmiatori che puntano all'acquisto di una casa debbano essere incentivati e tutelati.. Più esplicitamente, la Corte Costituzionale ha ribadito il diritto dei cittadini italiani alla abitazione, ad esempio con le sentenze n. 49/1987, e n. 119 del 24 marzo 1999, allineandosi alle carte dei diritti internazionali.
Per abitare una casa, l'occupante può costruirla, comprarla, prenderla in affitto, o occuparla a titolo gratuito, legalmente o illegalmente. Spesso succede che il proprietario voglia modificare o ingrandire la propria casa. Questa casistica è universalmente comune e regolata da leggi e norme assai complesse e particolareggiate, frutto di centinaia di anni di dispute, e che richiedono l'intervento di professionisti specializzati e il coinvolgimento delle autorità locali, regionali e a volte nazionali.

### Costruzione e modifica
La costruzione e la modifica di una abitazione solida e fissa, con delle pareti e un tetto, viene regolata dalle norme edilizie, dalla pianificazione territoriale (es. piano regolatore), dalle leggi e tradizioni locali. Solitamente, le regole per una dimora temporanea come una capanna o una tenda sono più semplici.
Nel mondo occidentale, per costruire una casa, è necessario disporre di un terreno sufficientemente ampio, di un progetto che rispetti le norme nazionali, regionali e locali, avere l'approvazione di tutte le autorità del territorio, e, in funzione della complessità del progetto, disporre di tecnici ed attrezzature professionali con qualifiche e coperture sufficienti a garantire la sua corretta esecuzione. Sul progetto incidono gli indici di edificabilità, il contesto urbano o rurale, la disponibilità di servizi (acqua, luce, gas, rete fognaria), le caratteristiche geologiche del terreno, le tradizioni storiche locali, che possono determinare materiali, forme e colori.
Il mancato rispetto delle norme, nella forma o nella sostanza, viene detto abuso edilizio.
In Italia, nel 2001 è stata emanata una legge-cornice che riguarda l'edilizia, il Testo unico dell'edilizia. La costruzione o la modifica di una abitazione esistente è definito intervento edilizio, e richiede solitamente un documento detto permesso di costruire.

### Possesso e compravendita
Molte persone aspirano a possedere la casa in cui vivono, perché desiderano maggiori possibilità di personalizzazione, lo ritengono un investimento o lo percepiscono come una sicurezza. In alcuni contesti, in particolare nelle zone rurali o di scarsa urbanizzazione, è possibile costruire la propria casa, avendo un terreno e l'autorizzazione a costruire. Nelle zone più urbanizzate invece, la scarsa disponibilità di spazi liberi e la complessità burocratica del processo di autorizzazione rende più frequenti le operazioni di compravendita.

#### Possesso
Il possesso di una casa, e in generale di un immobile, indica che la legge tutela alcuni diritti di proprietà, ma non la libertà di disporne come meglio si crede. In particolare nei contesti urbani, vi sono forti vincoli sulle modifiche possibili ad una casa. Tipicamente, non è ammesso variarne la volumetria, né stravolgere l'aspetto, né la funzione (in Italia, cambio di destinazione d'uso). Questi vincoli aumentano se la casa si trova in un contesto di condominio o di case tutte simili fra loro (es. villetta a schiera), in un centro storico, in una località turistica o un parco naturale (beni culturali, vincoli paesaggistici).
Viceversa, il proprietario di una casa è legalmente responsabile del pagamento di tasse e imposte, della manutenzione, del decoro delle parti visibili e dell'incolumità di vicini e passanti.
Il possesso di una casa o di un appartamento non implica il possesso del terreno su cui poggia l'abitazione.

#### Compravendita
A causa di diversi fattori tra cui: alto valore dello scambio, difficoltà ad assegnare un valore esatto alla casa, vincoli legali a cui è assoggettata la proprietà, attribuzione delle responsabilità in caso di difetti riscontrati nel tempo, la compravendita di una casa è una operazione complessa a cui sono chiamate a partecipare diverse figure tecniche e, spesso, operatori finanziari. Solitamente ci si affida ad un agente immobiliare per stabilire il valore dell'immobile, e ad un notaio per formalizzare il passaggio di proprietà. In Italia, i passaggi tipici sono: la proposta d'acquisto, il contratto preliminare e il rogito notarile di vendita.
Se il compratore non dispone di tutta la cifra necessaria per l'acquisto, può tentare la strada del prestito. In questo caso una banca potrà anticipare la cifra necessaria a completare il valore dell'acquisto (la percentuale di finanziamento) e stabilire una restituzione nel tempo, a garanzia del quale avrà l'abitazione stessa. Questo genere di finanziamento viene detto mutuo.
A prescindere dalla disponibilità economica, non tutti possono comprare casa: ad esempio possono esserci vincoli di cittadinanza o di residenza per un certo numero di anni. In Italia, al 2020, gli stranieri che vogliono acquistare una casa devono essere residenti con permesso di soggiorno, o appartenere ad uno stato che abbia una convenzione che garantisca la reciprocità del diritto.

### Affitto
Chi non vuole o non può comprare casa può prendere la strada dell'affitto. In gergo tecnico, con un contratto di locazione, una parte (detta locatore) si obbliga a permettere a un altro soggetto (conduttore o locatario) l'utilizzo di una cosa per un dato tempo in cambio di un determinato corrispettivo (detto "pigione" o "canone"). In generale, un contratto di affitto definisce: chi (locatore e locatario), cosa (casa o stanza ed eventuali accessori), per quanto tempo, il valore dello scambio, la cadenza dei pagamenti. In molti stati, se il locatore cede l'immobile, non ne consegue lo scioglimento del contratto.
Spesso, alla firma del contratto, il locatario versa una caparra, cioè una garanzia contro eventuali danni o mancati pagamenti. Locatore e conduttore hanno entrambi l'obbligo di mantenere la casa in buono stato, ognuno per la sua parte. In alcuni paesi è richiesta una copertura assicurativa dell'immobile, per coprire danni accidentali a cose o persone nel corso del contratto (fulmini, fuoco, fumo, furto ecc.).
In molti stati, compreso l'Italia, il canone percepito dal locatore è considerato un reddito tassabile.

#### In Italia
In Italia il contratto di affitto è regolato dal codice civile italiano. Esistono diversi tipi di contratto, che si distinguono in base alla durata e alle forme di pagamento, tra cui: il contratto a tempo indeterminato, la locazione stagionale, la foresteria, il contratto con riscatto.
Il locatore deve consegnare un'unità abitativa che abbia il cerificato di abitabilità, in conformità con la legge italiana, con quella regionale e con il regolamento edilizio comunale. Salvo patto contrario, il conduttore ha la possibilità di sublocare il bene.
La condizione di occupazione di una casa non direttamente occupata dal proprietario dà luogo a differenza di trattamento, per esempio tributario, da parte degli enti pubblici e degli enti locali, in genere con vantaggio per la casa occupata e svantaggio per la casa sfitta.

### Comodato
La propria casa può essere messa a disposizione di terzi gratuitamente, o quasi, in comodato d'uso. Ad esempio, possono essere stipulati accordi di comodato tra membri della stessa famiglia estesa, con l'obiettivo di concedere o scambiarsi l'uso di proprietà 'di famiglia' tra loro. La principale distinzione rispetto alla locazione è che non è previsto un pagamento, se non a copertura delle spese vive, o in forma di lavoro di manutenzione; in questi casi si parla di comodato oneroso.

#### In Italia
In Italia, il comodato è regolato dal Codice civile, artt 1803-1812, nonché da altre norme sparse, fra cui norme tributarie che ne impongono la registrazione presso l'Agenzia delle entrate, a pena di nullità.

### Occupazione
Infine, una casa può essere occupata, con o senza il benestare della società civile. Nel primo caso può trattarsi di occupazione di una unità abitativa che non appartiene ad alcuno (cosiddette res nullius) o è stato volontariamente abbandonato dal proprietario (cosiddetta res derelicta). Nel secondo si definisce 'occupazione abusiva'.

#### Italia
L'occupazione è regolata dagli articoli 923 e seguenti del Codice Civile. I beni immobili che non appartengono a nessun privato, sono di proprietà dello Stato (art. 827 cc.) o delle regioni a statuto speciale. I privati possono acquistare la proprietà degli immobili vacanti solo con l'usucapione. Nel linguaggio giuridico, l'occupazione abusiva viene definita invasione di terreni o edifici.
In Italia le vicende degli immobili occupati abusivamente fanno spesso notizia: a volte i protagonisti sono i centri sociali, a volte immigrati clandestini, a volte i quartieri di edilizia popolare mal gestiti. Viceversa, i piccoli borghi dell'entroterra invitano a ripopolare i paesini offrendo case ad un prezzo simbolico, come promosso dal progetto 'Case ad 1 Euro'.

### Dimora, Residenza e Domicilio
Secondo il codice civile italiano, la residenza è il luogo in cui la persona ha la dimora abituale (art. 43, II comma c.c.). È possibile avere più di una dimora di fatto, anche se per qualificare un'abitazione come dimora è necessario un minimo di stabilità. La residenza non ha necessariamente a che fare con l'abitazione dichiarata come prima casa. In Italia la residenza può essere riferita a un solo comune, ai fini dell'iscrizione alle liste elettorali e di tutti gli altri benefici fiscali e legali cui hanno diritto i residenti di una determinata località.
Anche se talvolta si parla indifferentemente di residenza e domicilio, dal punto di vista giuridico la residenza, che ha a che fare con l'abitare, è diversa dal domicilio, definito come sede di affari e interessi. Diverso ancora il concetto di domicilio all'art. 14 della Costituzione Italiana, che afferma che Il domicilio è inviolabile., specificando che ispezioni, perquisizioni oppure sequestri possono essere compiuti solo nei modi stabiliti dalla legge.